# هاكان ميلد
هاكان ميلد (بالسويدية: Håkan Mild)‏ (مواليد 14 يونيو 1971) هو لاعب كرة قدم. يلعب مع منتخب السويد لكرة القدم. سبق له أن لعب في كأس العالم لكرة القدم مع منتخب بلاده.

## روابط خارجية
- هاكان ميلد على موقع IMDb (الإنجليزية)

- هاكان ميلد على موقع الاتحاد الدولي (مؤرشف)  (الإنجليزية)
- هاكان ميلد على موقع اتحاد السويد (السويدية)
- هاكان ميلد على موقع قاعدة بيانات كرة القدم.إي يو (الإنجليزية)
- هاكان ميلد على موقع ناشيونال فوتبول تيمز (الإنجليزية)
- هاكان ميلد على موقع عالم كرة القدم.نت (الإنجليزية)
- هاكان ميلد على موقع أوليمبيديا (الإنجليزية)
- هاكان ميلد على موقع اللجنة الأولمبية السويدية (السويدية)